# Mantibaria seefelderiana
Mantibaria seefelderiana är en stekelart som först beskrevs av De Stefani 1891.  Mantibaria seefelderiana ingår i släktet Mantibaria och familjen Scelionidae. Inga underarter finns listade i Catalogue of Life.